# Ranunculus brevifolius
Ranunculus brevifolius är en ranunkelväxtart som beskrevs av Michele Tenore. Ranunculus brevifolius ingår i släktet ranunkler, och familjen ranunkelväxter. Inga underarter finns listade i Catalogue of Life.